# شهرستان چانگشان
شهرستان چانگشان (به لاتین: Changshan County) یک منطقهٔ مسکونی در چین است که در کوجاو واقع شده‌است.